# A hegylakó (televíziós sorozat, 1994)
A hegylakó (eredeti cím: Highlander: The Animated Series) 1994-től 1996-ig futott kanadai–francia televíziós rajzfilmsorozat, amely az 1986-ban bemutatott Hegylakó című film alapján készült. A tévéfilmsorozat a Gaumont Multimedia gyártásában készült, a Bohbot Entertainment forgalmazásában jelent meg. Műfaját tekintve kalandfilmsorozat, sci-fi filmsorozat, fantasy filmsorozat, akciófilm-sorozat és filmdráma-sorozat. A történet a távoli jövőben játszódik, főhőse Quentin MacLeod, aki egy jóslat szerint az utolsó Halhatatlan, akinek le kell győznie a gonosz Kortant.
A sorozatot a Goumunt Multimedia gyártotta és a Bonbot Entertainment jogaival kerültek világszerte bemutatásra. Magyarországon az RTL Klub tűzte műsorra a hétvégi Kölyökklubban.

## Történet
„Hét évszázada annak, hogy a Föld sötétségbe borult.Hét évszázada a békítők megesküdtek, visszaszerzik az ember elvesztett tudását és szabadságát. Minden halhatatlan megesküdött a kardra. Mind, egy kivétellel. Ő uralja a világot, de hamarosan eljön az a halhatatlan, aki szembeszáll vele. A neve: Quentin MacLeod, a hegylakó.”
2702-ben, egy apokaliptikus világban járunk, ahol egy meteorit becsapódása nyomán kishíján megszűnt az emberi civilizáció. A hamvakból felesküdött Halhatatlanok Rendje tagjai, a békítők felhagytak a reménnyel, kardjukat letették, és minden megmaradt tudásukat az embereknek adták át. De egy Kortan nevű halhatatlan nem tette le esküjét, aki kapzsisága miatt a hatalomvágyát akarta erősíteni, a bolygót irányította és tartotta rettegésben. Connor MacLeod (az eredeti film főhőse) szembeszállt Kortannel, hogy megállítsa, de elbukott, s életével fizetett. Connor halálával beteljesült a jóslat, miszerint egy új halhatatlannak kell eljönnie, hogy legyőzze Kortant. Hétszáz évig kellett várniuk a Halhatatlanoknak, köztük Ramireznek is.
Hétszáz évvel később Kortan megtámadja a dundee-kat, foglyul ejtenek mindenkit. Kortan vezetőjével, Arakkal mégis megküzd egy helybéli fiatal férfi, Quentin, aki hamar alulmarad, s halálos sebet kap. Quentin nem sokkal később felgyógyul sebeiből és tér vissza az életbe halhatatlanként. Édesanyjától megtudja, hogy ő is halhatatlan immár, a valódi neve pedig Quentin MacLeod. Kishúgával, Clyde-al elhagyják a falut, találkoznak az esküjét letett Vincente Marino Ramirezzel, aki magával viszi őket, Quentint kitanítja, elmeséli, mivel és kivel kell szembenéznie. A hosszú út még Quentin előtt áll, de más Halhatatlannal is megismerkedik, megkapja azok tudását és erejét. Rengeteg veszéllyel és akadállyal kell szembenéznie.

## Gyártásban résztvevők
- A rajzfilm ötlete: Reynald Guillot és Michel Gauther
- Karaktertervező: Florian Ferrier
- Forgatókönyvírók: Francoise Charpiat, Yves Coulon, Sophie Decroisette, Patrick Galliano, Michel Goffard, Frederic Lenoir, Beatrice Marthouret, Claude Prothee, Serge Rosenzweig
- Háttértervezők: Eric Gutierrez, Helene Giraud, Erick Remy, Anne-Cecile de Rumine, Prakash Topsy, Philippe Traversat
- Zenei producer: Ramses
- Logó tervező: Videosystem

## Szereplők
Bővebben: A hegylakó rajzfilmsorozat szereplőinek listája

## Helyszínek
- Dundee falu: Ez az a hely, ahol kezdődik a történet. Itt élt Quentin és Clyde az anyjukkal, míg Arak és a vadászok le nem támadták, majd pusztították el. Itt szerzett halálos sebet Quentin, majd éledt fel, mint halhatatlan.
- The Iron City: Egy hadihajó roncsként is emlegethető város a Száraz-tengeren. Egy nagy hely van rajta, amin repülőgépek szálltak fel és le. Egy bandita főnöke, Mohar is itt telepedett le, társaival együtt. Rendelkezett egy gépfegyverrel, amivel azt tervezte, hogy megöli Kortant, de kudarcba fulladt.
- Mogonda: Kortan bázisa, ahova Quentinék többször ellátogatnak.

## Epizódok
Bővebben: A hegylakó rajzfilmsorozat epizódjainak listája

## Eltérések a mozifilmektől
Az 1986 óta, a köztudatba berobbant Hegylakó film sikert ért el. Jöttek a folytatások, tv-sorozat és úgy döntöttek, rajzfilm témájú Hegylakót is készítenek. A mozifilmben erőszak is van, de a rajzfilmben nem. Az alkotók a fiatal korosztályt akarták megcélozni. A rajzfilm főtémája ugyan csak a Halhatatlanok közti párbaj, hogy végül csak egy maradhasson.
Az alkotók nem hozták vissza Connor MacLeodot a rajzfilm sorozatba, helyette egy új Halhatatlan érkezett meg (és aki nem csak itt, de a rajzfilmről készült videójátékban is feltűnik). Ő Quentin MacLeod, a MacLeod klánból. A rajzfilmben feltűnő Vincent Marion Ramireznek semmi köze a Juan Sanchez Villa Lobos Ramirezhez (egyes források szerint).

## Feltételezések
- a történetben hét évszázadot említenek, amikor is Kortan legyőzte Connor MacLeodot és az ő halála, valamint a katasztrófa bekövetkezte után telt el. Tehát, ha Connor 2002-ben halt meg, akkor 2702-ben, a 27. században játszódik a történet.

## Érdekességek

Quentin (felül) és Connor (alul) edzenek. Az egyik érdekesség a Hegylakó film és rajzfilm között.

- a rajzfilm The Last Weapon részének elején Ramirez hasonlóképen edzi Quentint, mint a Hegylakó filmben Villa-Lobos Ramirez Connort. A tóban csónakkal, míg Ramirez kényelmesen ül, addig Quentin botot tart, annak két végén kövekkel. A filmben ugyan Ramirez szándékosan lökte Connort a vízbe, Vincent Ramirez lövések zajára figyelve ijesztett az ifjú halhatatlanra és esett bele. Mindketten ugyanúgy fuldokoltak, de mivel Halhatatlanok, nem történhet meg velük. Ramirez ugyanúgy kicsónakázott a partra.

## Videójáték
A sorozatnak készült egy videójáték változata Highlander: The Last of the MacLeods címen, amit az Atari Jaguar adott ki 1995. október 30-án és a Lore Design Limited fejlesztette. Platformok közt csak Atari Jaguar CD-n adták ki. A videójátékban Quentin MacLeodot irányítjuk. A játék csupán félórás (Haladói szinten), be kell járni a falut, a síkságot, a völgyet és Mogondát.
A játék külső rögzített kamera előtt játszódik. Célja, hogy Quentint irányítva kiszabadítsuk az elrabolt dundee lakosokat. Látható benne a rajzfilm első epizódjából néhány jelenet és szereplő.

## DVD kiadások
2007. december 4-én az Genius Products stúdió négy lemezes DVD-t adott ki Highlander: The Complete Animated Series címen, amiben 900 percen át élvezhetjük a fiatal Quentin kalandjait.

## Értékelések
Az IMDb-n 6,6-os aránya van 216 szavazatból.